# Breve esame critico del Novus Ordo Missae
Il Breve esame critico del Novus Ordo Missae, conosciuto anche come Intervento Ottaviani, è un saggio in otto capitoli del 1969 che esprime una forte critica nei confronti della riforma liturgica successiva al Concilio Vaticano II, specialmente per quanto riguardava la celebrazione della messa.

## Storia
Il 3 aprile 1969 papa Paolo VI pubblicò la costituzione apostolica Missale Romanum, con la quale apportava cambiamenti radicali al modo di celebrare la messa. Uno degli artefici della riforma liturgica fu monsignor Annibale Bugnini e ad essa intervennero anche sei pastori protestanti, fra i quali Max Thurian della Comunità di Taizé, che dichiarò: «Uno dei frutti del nuovo Ordo sarà forse che le comunità non cattoliche potranno celebrare la Santa Cena con le stesse preghiere della Chiesa cattolica. Teologicamente è possibile».
Nei giorni immediatamente seguenti un gruppo di dodici teologi cattolici vicini al Coetus Internationalis Patrum, fra i quali il domenicano Michel Guérard des Lauriers, coordinati dal vescovo Marcel Lefebvre, redassero un testo critico nei confronti del nuovo messale. Il documento, intitolato Bref examen critique du Nouvel Ordo Missae, venne ultimato il 5 giugno dello stesso anno e fu successivamente tradotto dal francese all'italiano dalla scrittrice Cristina Campo.
Cristina Campo e una sua collega, Emilia Pediconi, proposero allora ai cardinali Alfredo Ottaviani e Antonio Bacci di presentare il testo a Paolo VI. Ottaviani accettò, riservandosi di rivedere il documento e di trasmetterlo al pontefice. Per dargli maggiore autorevolezza Ottaviani chiese anche al cardinale Giuseppe Siri di sottoscrivere il testo, ma Siri non ne approvò i contenuti e rifiutò di firmarlo.
L'opera, come esposto dal titolo, non voleva essere uno studio approfondito, ma un'obiezione ad alcuni punti del nuovo messale, il quale si sarebbe discostato dai decreti del Concilio di Trento e dalla bolla Quo primum tempore di papa Pio V: teologicamente, secondo gli autori del testo, la riforma avrebbe ridotto il sacrificio eucaristico a semplice "memoriale" della morte di Gesù, rendendo la presenza reale di Cristo nel pane e nel vino una presenza solo simbolica.
Oggetto di critica erano anche l'altare rivolto verso il popolo e l'allontanamento da esso del tabernacolo, la riduzione del sacerdote a un semplice "presidente dell'assemblea" e l'abbandono della lingua latina. Modifiche, secondo i promotori del documento, che erano la naturale conseguenza di posizioni teologiche errate.
Nel sottoscriverlo e presentarlo a Paolo VI i cardinali Ottaviani e Bacci allegarono una lettera di accompagnamento, nella quale dichiaravano che: «il Novus Ordo Missae [...] rappresenta, sia nel suo insieme come nei particolari, un impressionante allontanamento dalla teologia cattolica della Santa Messa, quale fu formulata nella Sessione XXII del Concilio Tridentino, il quale, fissando definitivamente i canoni del rito, eresse una barriera invalicabile contro qualunque eresia che intaccasse l'integrità del magistero».
Nonostante il documento recasse la firma di Ottaviani, che per quasi dieci anni aveva guidato prima il Sant'Uffizio e poi la Congregazione per la dottrina della fede, papa Montini decise di chiedere un parere alla stessa Congregazione per la dottrina della fede, il cui prefetto in quegli anni era il cardinale Franjo Šeper, affinché ne vagliasse i contenuti. Šeper, il 12 novembre 1969, respinse il testo di Ottaviani, ritenendolo errato e superficiale. Paolo VI integrò allora il messale del 1970 con una prefazione, nella quale esponeva le ragioni secondo le quali riteneva che la riforma liturgica fosse pienamente in linea con la tradizione.